# Panfila di Epidauro
Panfila (in greco antico: Παμφίλη?, Pamphílē, in latino Pamphĭla; Epidauro, ... – ...; fl. I secolo) è stata una storica greca antica.

## Biografia
Benché la Suda la descriva come nativa di Epidauro, secondo Fozio Panfila era di origine egiziana; probabilmente la famiglia di Panfila, proveniente dall'Egitto, si era trasferita ad Epidauro. 
Figlia del filosofo Soteride di Epidauro, sarebbe vissuta durante il regno di Nerone; sempre Fozio scrive che Panfila, che visse tredici anni col marito, fu sempre e costantemente al lavoro sul suo libro.

## Opere
Panfila scrisse alcune opere, elencate da Suda di cui non restano che 10 frammenti. 
In primo luogo, i Commentari storici (ὑπομνήματα), che trattavano di storia greca in 33 libri. Nonostante l'opera sia andata perduta, alcuni scrittori citano alcuni passiː ad esempio Aulo Gellio cita l'undicesimo e il ventinovesimo libro, Diogene Laerzio il venticinquesimo e il trentaduesimo.
Fozio scrive di leiː
Ogni affermazione che le sembrava meritevole di essere annotata e trattenuta, incluse negli appunti senza ordine, senza organizzarli o separarli per argomento, ma a caso e nell'ordine in cui ciascuno si presentava. Non ci sarebbe stata alcuna difficoltà, dice, a organizzarli secondo un piano, ma riteneva che la mescolanza e la varietà fossero più piacevoli e più graziose dell'unità di un piano.
Questo libro è utile come mezzo per l'erudizione. Vi si trovano infatti molte informazioni essenziali sulla storia, sulle frasi, su alcuni dati sulla speculazione retorica e filosofica, sulla forma poetica e casualmente su altri argomenti dello stesso genere.
Panfila era di nazionalità egiziana; la sua carriera si colloca nel pieno del regno di Nerone, imperatore dei Romani. Il suo stile, per quanto si coglie nella prefazione e quando parla altrove a nome proprio, soprattutto nel pensiero, è di tipo semplice come è naturale per quello che viene da una donna; il vocabolario non si discosta nemmeno da questo. Nei passaggi in cui parla citando scrittori prima di lei, il suo stile è più vario e non è composto secondo un unico formato.»
Secondo la Suda scrisse anche una Epitome di Ctesia in 3 libri; Epitomi di storie ed altri libri (ἐπιτομαὶ ἱστοριῶν τε καὶ ἑτερῶν βιβλίων); un'opera intitolata Sulle dispute (Περὶ ἀμφισβητήσεων); e un'altra Sulle cose d'amore (Περὶ ἀφροδισίων).